# David Gordon Mitten
David Gordon Mitten (* 26. Oktober 1935 in Youngstown, Ohio; † 18. Januar 2022) war ein US-amerikanischer Klassischer Archäologe.

## Leben
David Gordon Mitten studierte am Oberlin College (A.B. 1957) und an der Harvard University (M.A. 1958), wo ihn besonders George M. A. Hanfmann prägte. Von 1959 bis 1961 arbeitete er an der American School of Classical Studies at Athens. Nach seiner Rückkehr an die Harvard University arbeitete er dort als Lecturer, wurde 1962 promoviert und 1964 zum Assistant Professor of Classical Art ernannt. 1968 wurde er zum Associate Professor of Archaeology ernannt, 1969 zum James Loeb Professor of Classical Art and Archaeology. Gleichzeitig wirkte er seit 1965 am Fogg Art Museum, seit 1974 als Kurator. Im Januar 2010 wurde Mitten emeritiert.
Seit 1959 war Mitten an den Grabungen in Sardes beteiligt, die von der Harvard University geleitet werden. Während seiner zahlreichen Aufenthalte in Griechenland und der Türkei machte er sich mit den dortigen Religionen vertraut. 1969 konvertierte er zum Islam.
Mitten verfasste zahlreiche Artikel und Aufsätze über die Grabungen in Sardes. Darüber hinaus beschäftigte er sich mit antiker Kunst in zahlreichen Aspekten, besonders mit antiken Bronzestatuen.